# Hermaphrodisme

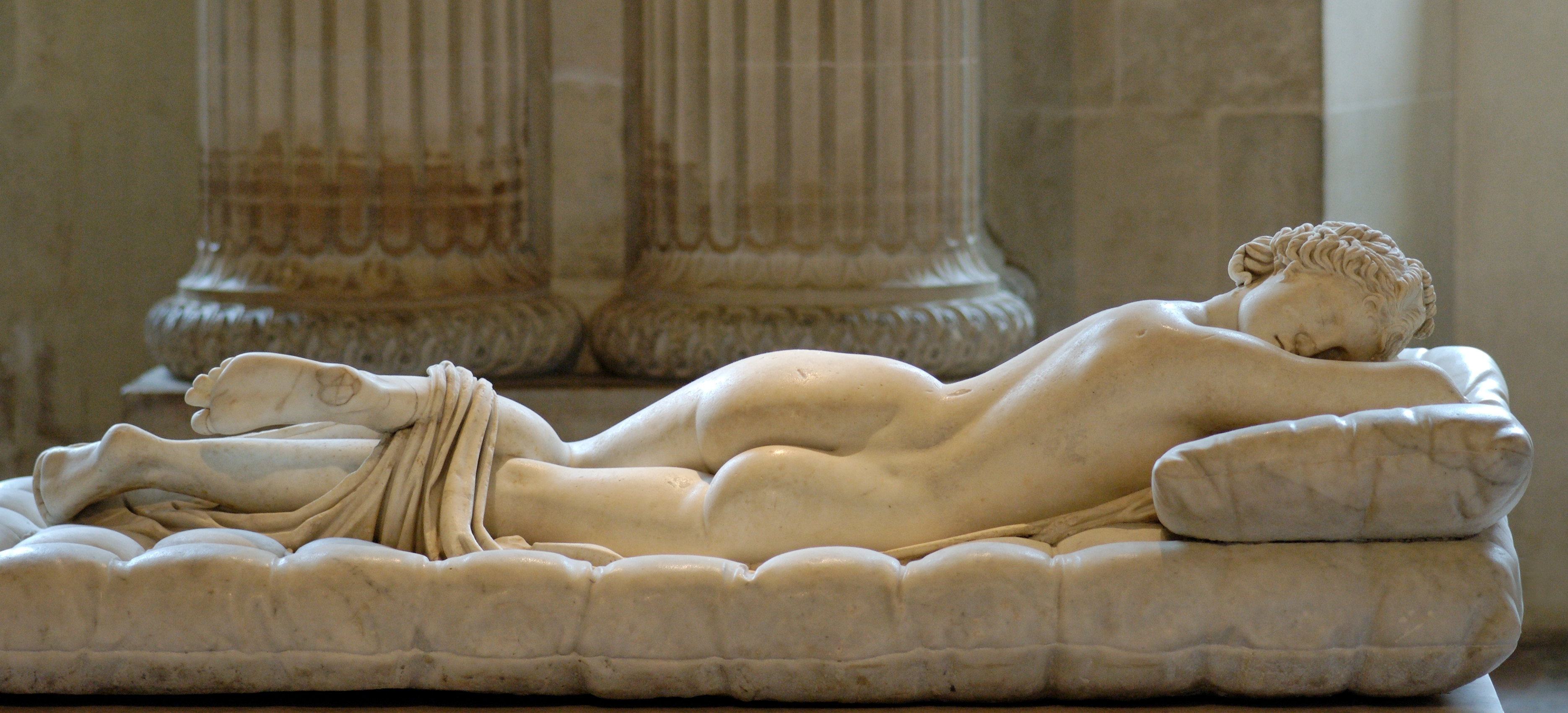
Hermaphrodite endormi, musée du Louvre.

Ne doit pas être confondu avec intersexuation.
L'hermaphrodisme est un phénomène biologique dans lequel l'individu présente à la fois des organes mâles et femelles, soit simultanément soit alternativement (hermaphrodisme successif). Ce concept est à la fois utilisé en botanique et en zoologie.
Le langage courant emploie ce terme pour désigner tous les cas ambigus du développement sexuel mais, dans une acception scientifique, seuls les individus ayant la capacité de se reproduire comme mâles et femelles au cours de leur vie sont considérés comme hermaphrodites,.
Il s'oppose au gonochorisme qui correspond au sexe séparé.

## Origine du mot

Le symbole de l'hermaphrodisme.

Dans la mythologie grecque, Hermaphrodite est issu de l'union entre Hermès et Aphrodite, né sur le mont Ida de Troade. Alors qu'il se baignait dans une source d'Halicarnasse en Carie, la naïade de la source, Salmacis, s'éprit de lui. Repoussée, Salmacis fit alors le vœu que les dieux unissent leurs deux corps pour n'en faire plus qu'un. La naïade fut exaucée, ce qui donna naissance à un être humain mâle et femelle à la fois, que l'on a représenté dans la statuaire comme doté d'un pénis et de seins. La légende est notamment relatée dans les Métamorphoses d'Ovide.
Les représentations d'Hermaphrodite sont fréquentes dans l'art, notamment antique. L'une des plus célèbres est l’Hermaphrodite endormi, une statue de l'époque hellénistique dont les principaux exemplaires sont exposés à la Galerie Borghèse et au musée du Louvre.

## Hermaphrodisme en botanique

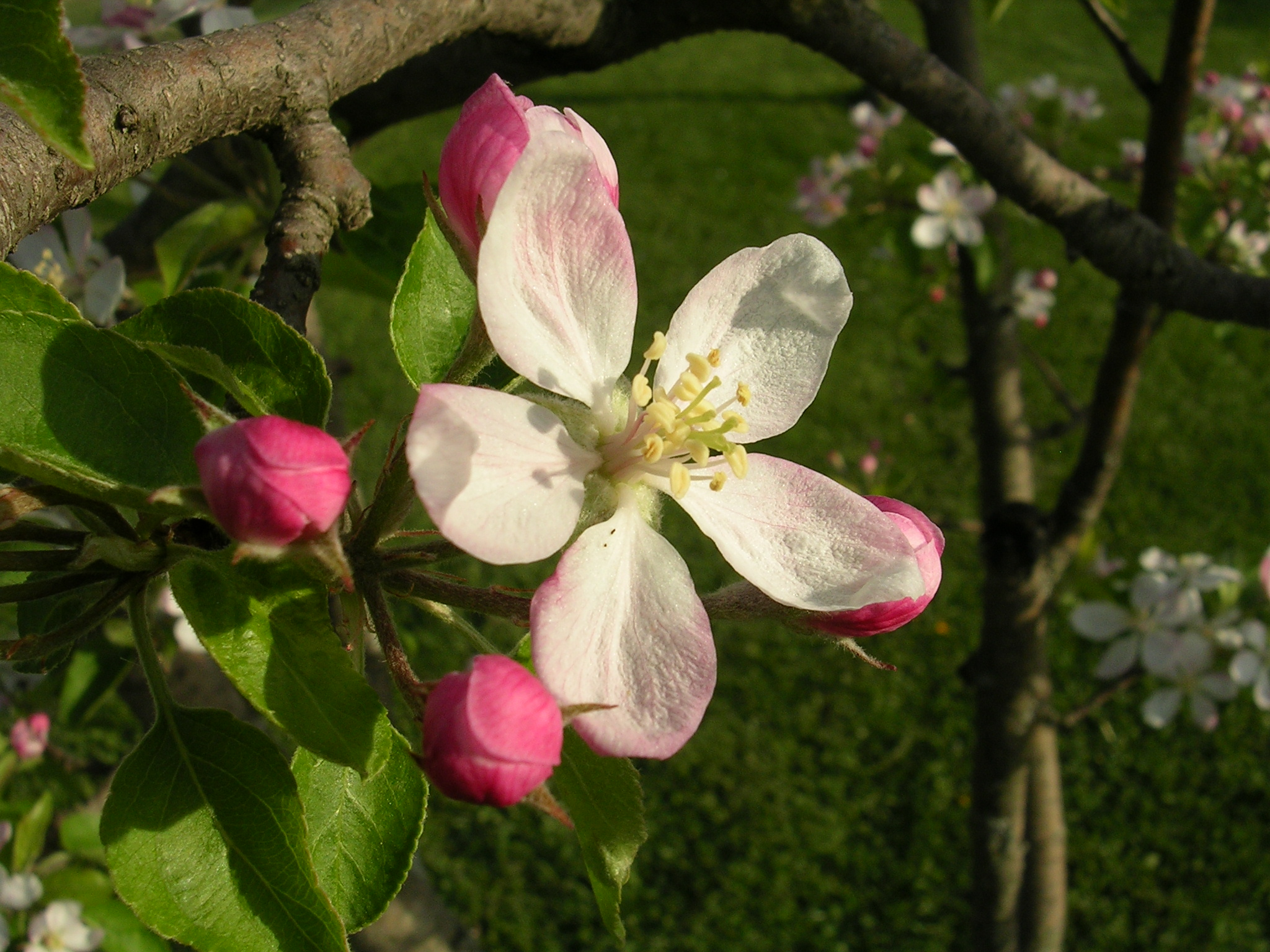
Fleur hermaphrodite de pommier.

De nombreuses espèces de plantes présentent des organes de reproduction femelles et mâles sur un même organisme. Mais le terme hermaphrodisme ne s'applique qu'aux cas des plantes à fleurs (le pommier par exemple) qui portent, dans la même fleur, les organes sexuels mâles et femelles (étamine et pistil). Ces fleurs sont dites hermaphrodites. Il n'y a donc qu'un seul type de fleur.
Dans ce cas, plusieurs systèmes peuvent empêcher l'autofécondation :
- une arrivée à maturation à des moments différents des étamines et du pistil (hermaphrodisme successif ou dichogamie) :
  - les organes femelles sont matures avant les organes mâles (ex. : l'Aristoloche clématite) (protogynie);
  - les organes mâles sont matures avant les organes femelles (protandrie) ;
- une auto-incompatibilité pollinique (voir allogamie).
- une séparation spatiale des organes (herkogamie, hétérostylie).

Des plantes portant des fleurs de types mâles ou femelles séparées ne sont pas dites hermaphrodites mais dites « monoïque » ; c'est le cas par exemple du maïs, qui porte les épis mâles en hauteur et les épis femelles plus bas.
L'androdioécie est la coexistence dans une même population de mâles et d'hermaphrodites, ce qui est bien plus rare que l'inverse (gynodioécie ou coexistence de femelles et d'hermaphrodites). De rares angiospermes sont androdioïques, dont l'arbuste Phillyrea angustifolia (anémophile), qui a fait l'objet d'une thèse pour tenter d'expliquer le taux élevé de mâles en zone méditerranéenne, alors qu'on pourrait penser qu'un tel taux n'a pas d'intérêt sélectif. L'hypothèse posée par la thèse était qu'une sélection « fréquence - dépendante » induite par une liaison génétique entre locus de stérilité femelle et locus d'incompatibilité pourrait favoriser les mâles. S'il y a stérilité femelle dominante « avec peu d'allèles d'incompatibilité, les fréquences de mâles à l'équilibre peuvent atteindre des valeurs élevées sans nécessiter de forts avantages mâles en fertilité. »

## Hermaphrodisme en zoologie
On parle d'hermaphrodisme chez un animal lorsque l’organisme possède des gonades correspondant aux deux sexes, ceux-ci ne produisant pas nécessairement les gamètes associés.

### Hermaphrodisme normal
On distingue trois types normaux d'hermaphrodisme.

#### Hermaphrodisme simultané

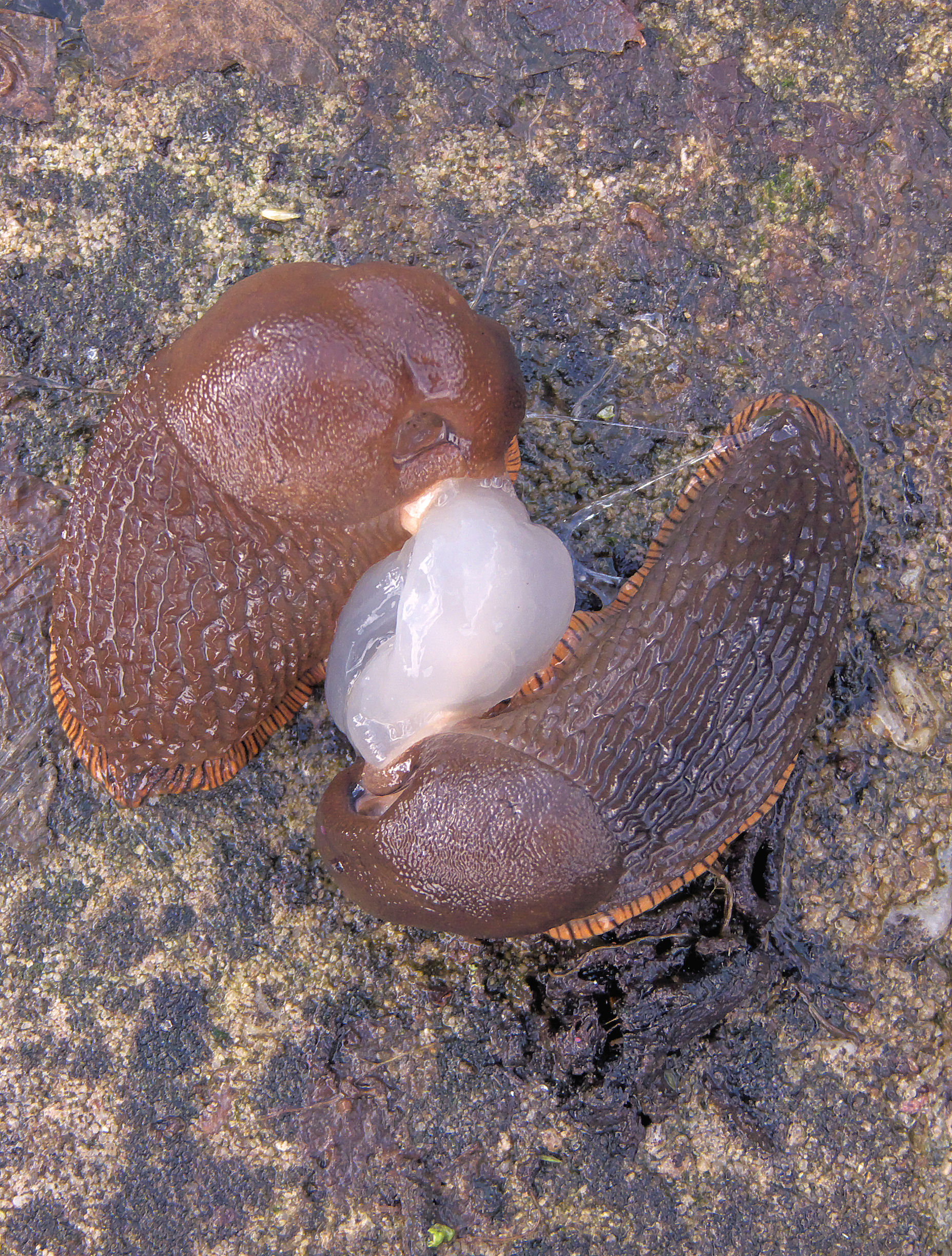
Accouplement de la grande loche (Arion rufus).

Il existe à l'état naturel chez certains animaux comme certaines cochenilles, certaines coquilles Saint-Jacques, l'escargot et le lombric. On peut assister alors à une autofécondation : la fécondation des œufs se fait par les spermatozoïdes du même organisme. Mais ce phénomène reste plutôt rare car cela ne favorise pas le brassage génétique.
La plupart des fécondations chez ce type d'hermaphrodite sont donc des fécondations croisées : elles nécessitent l'accouplement entre individus, ce qui peut être facilité par la séparation très nette dans l'espace des organes des deux sexes.

#### Hermaphrodisme successif ou séquentiel
Certaines espèces animales (généralement marines) sont au cours de leur vie d'abord mâles puis deviennent femelles. C'est le cas, par exemple, des crépidules (mollusques marins), du poisson clown, de certains batraciens et reptiles…
On parle de protandrie lorsque les gamètes mâles sont produits avant les gamètes femelles (huître, poissons-clowns…) et, plus rarement, de protogynie dans le cas contraire (fréquent chez les espèces dont le mâle est gros, polygame et territorial : labridés, mérou…). La troisième forme principale d'hermaphrodisme successif est l'hermaphrodisme bidirectionnel, dans lequel les animaux basculent d'un sexe à l'autre plusieurs fois au cours de leur vie (le premier cas décrit est chez un gobie étudié en laboratoire, le Trimma okinawae (es)).
Par ailleurs, l'hermaphrodisme simultané n'est pas nécessairement constant tout au long de la vie d'un même individu. Il peut être précédé par une phase d'hermaphrodisme successif. Dans ce cas, chaque individu passe ainsi successivement par trois stades.

#### Hermaphrodisme juvénile précoce
Traduit les espèces gonochoriques adultes qui ont une phase hermaphrodite, mais qui ne produisent pas de gamètes lors de leur développement[Qui ?].

### Hermaphrodisme accidentel

#### Développement embryonnaire atypique
Au cours du développement embryonnaire, des mutations génétiques peuvent survenir et donner naissance à des individus portant les attributs des deux sexes : fusion de deux embryons qui auraient dû donner un mâle et une femelle (chimère), ou bien un ovule fécondé par deux spermatozoïdes apportant respectivement un gène mâle et un gêne femelle.

#### Mise en cause de la pollution
À partir de 2003, des chercheurs danois puis bien d'autres ont mis en évidence qu'une contamination par des matières polluantes véhiculées par la chaîne alimentaire, en particulier :
- les PCB semblent responsables ou coresponsables d'une augmentation notable des cas d'hermaphrodisme chez les ours polaires ;
- aux États-Unis en Floride, le Pr. Lou Guillette (zoologiste) constate lui, que les alligators naissent avec des attributs mâles fortement réduits, dans un lac autrefois contaminé par des pesticides ;
- une biologiste américaine, la Pr. Shanna Swan, mandatée par l'Académie des Sciences des États-Unis confirme des études sur la reproduction allant dans ce sens ;
- un développement de pénis chez des buccins des côtes françaises a également été constaté, peut-être à cause des concentrations élevées en produits nettoyants pour les coques des bateaux ;
- les phtalates et d'autres œstromimétiques féminisants sont fortement soupçonnés d'être à l'origine d'une multiplication du nombre et de la gravité des malformations génitales des petits garçons. Chez le mâle on parle de syndrome de dysgénésie testiculaire pour décrire l'ensemble des symptômes associées, qui s'accompagnent aussi d'une augmentation du risque de cancer des testicules.

## L'hermaphrodisme dans l'espèce humaine
Dans le sens le plus rigoureux, l'hermaphrodisme n'a jamais été observé chez l'humain, dans le sens où il n'a jamais été constaté de personne capable de se reproduire à la fois en tant qu'homme et que femme,.

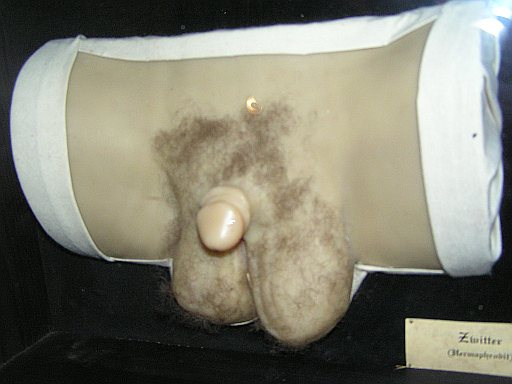
Représentation en cire d'un sexe humain hermaphrodite au Panoptikum, musée de cire de Hambourg.

Dans l'espèce humaine le terme « hermaphrodisme » (vrai ou pseudo) est employé dans le langage courant pour désigner l'intersexuation. Le terme d'hermaphrodisme appliqué aux humains a commencé à être employé par la médecine vers la fin du XIXe siècle et au début du XXe siècle. Une partie des médecins considèrent l'hermaphrodisme comme une pathologie.
Le terme est parfois critiqué, car il repose sur des connaissances scientifiques datées, qu'il a été construit sur des principes arbitraires, et qu'il peut être préjudiciable au patient ou au praticien.
Une personne dans cet état est le plus souvent infertile, même si on rapporte des cas d'ovulations ou de spermatogénèse. Les taux de testostérone et d'œstrogènes ont souvent tendance à s'inhiber l'un et l'autre (de sorte que ni les seins ni le système pileux ne se développent normalement, et parfois les organes externes restent trop peu développés pour permettre aisément un coït avec pénétration)[réf. nécessaire]. Le phallus mesure généralement entre 4 et 8 cm.
À la naissance, on pratique en général[réf. nécessaire] l'ablation de l'attribut le moins développé, opération doublée d'une hormonothérapie. Cette opération est vivement contestée et considérée comme une mutilation génitale traumatisante et non nécessaire. On peut aussi se déterminer en étudiant l'histologie des gonades[réf. nécessaire].
On distingue différents types d'hermaphrodisme, l'hermaphrodisme vrai, le pseudo-hermaphrodisme féminin et le pseudo-hermaphrodisme masculin

### Hermaphrodisme vrai
L'hermaphrodisme vrai désigne des cas rares d'intersexuation dans lesquels les individus disposent à la fois de tissus gonadiques mâles et femelles : ovaire, testicule, ovotestis,[source insuffisante].
Leur formule chromosomique est variable :
- 46, XX dans 60 % des cas, avec une forte surreprésentation de personnes noires,
- une forme de mosaïcisme ou de chimérisme dans 13 % des cas (généralement 46,XX/46,XY),
- 46, XY dans 12 % des cas,
- Dans les cas restants, une autre formule, notamment 47,XXY, 47,XYY, 45,XO, ou 45,X/46,XY.

Le chromosome Y joue un rôle important dans la formation d'un testicule. La présence de deux chromosomes X conduit plus couramment à la formation d'un ovotestis. Néanmoins, ce n'est pas le chromosome Y qui détermine la différentiation du testicule, mais la présence de l'antigène HY.
La personne naît le plus souvent avec une ambiguïté sexuelle et la présence simultanée de tissus testiculaires et ovariens, conduisant au développement complet ou partiel de structures masculines (véritable pénis érectile et prostate) et féminines (vagin et utérus).
Les tissus ovariens (ovaires ou ovotestis) ont tendance à se retrouver sur le côté gauche tandis que les tissus testiculaires (testicule ou ovotestis) ont tendance à être sur le côté droit.
| Ovaire-testicule    | 30 % |
| Ovotestis-ovaire    | 29 % |
| Ovotestis-ovotestis | 21 % |
| Ovotestis-testicule | 11 % |
| Ovotestis-autre     | 4 %  |
| Autre combinaison   | 5 %  |

Sur l'ensemble des gonades observées dans la population des hermaphrodites vrais, l'ovotestis est la gonade la plus fréquente (44 % des gonades observées), suivie par l'ovaire (33 %) puis le testicule (22 %).
Lorsqu'il y a un ovaire, il a souvent une apparence normale, parfois kystique. La plupart ne montrent pas de signe d'ovulation. Lorsqu’il y a un testicule, on le retrouve généralement dans le scrotum, moins souvent en position ovarienne, et parfois dans la région inguinale. Il est souvent plus petit que la normale. Les tissus ont les mêmes anomalies que dans les ovotestis, avec néanmoins une spermatogenèse parfois observée.
Rarement, des grossesses sont observées chez des personnes de caryotype 46, XX et plus rarement 46,XX/46,XY. Selon le niveau de développement utérin et l'accompagnement médical, il est possible que ces grossesses arrivent à terme. La fertilité masculine est en revanche considérablement réduite : la spermatogenèse n'a été observée que dans deux cas, l'un d'eux aurait possiblement donné naissance à un enfant en tant que père.
La médecine ne dénombre officiellement qu'environ 500 cas d'hermaphrodisme vrai.
Environ 75 % des personnes hermaphrodites vraies sont assignés masculins ; l'explication la plus vraisemblable est que la plupart des personnes hermaphrodites vraies disposent d'un phallus à la naissance. La tendance est maintenant d'assigner plus souvent ces personnes comme femme, en regard du caractère fonctionnel de leurs différents organes génitaux, en particulier dans une perspective reproductive.

### Pseudo-hermaphrodisme
- Le pseudo-hermaphrodite féminin a des ovaires et un caryotype (46, XX) avec des organes génitaux externes ambigus. Il est dû à une exposition précoce aux androgènes, ce qui peut se rencontrer si le sujet a une hyperplasie congénitale des surrénales, si sa mère a une tumeur des surrénales ou a été exposée enceinte à un traitement hormonal inapproprié. Les organes génitaux externes (OGE) sont virilisés de façon variable, le clitoris peut avoir la forme d'un pénis avec hypospadias, le scrotum est toujours vide, il y a parfois une oblitération vaginale. Les organes génitaux internes (vagin, utérus, ovaires et trompes) sont normaux. La grossesse est possible.
- Le pseudo-hermaphrodite masculin a des testicules et un caryotype (46, XY) masculins associés à des voies génitales et des organes génitaux externes (OGE) ambigus. Il est dû à un déficit en dihydrotestostérone (la DHT, hormone dérivant de la testostérone et régulant la différenciation masculine des organes génitaux externes) par déficit par mutation de la 5 alpha-réductase. Il peut être dû à un déficit en testostérone, dans ce cas les canaux de Wolff et de Müller, dépendants des androgènes pour leur différenciation sont également touchés. Dans les déficiences isolées en 5 alpha réductase, les OGE peuvent évoluer vers une différenciation masculine à la puberté, sous l'effet de la production pubertaire de testostérone, le sujet peut avoir des enfants normalement.

### Hermaphrodisme et sociétés
Il ne faut pas confondre l'hermaphrodite vrai (terme que la plupart des personnes concernées rejettent), qui a du tissu testiculaire et ovarien, avec l'androgyne, dont l'apparence seulement prête à confusion mais dont les caractères sexuels sont exprimés normalement, ni avec certaines personnes trans qui demandent une orthosexuation.

### Hermaphrodisme et politique
Les militants intersexes sensibilisent les populations sur la différence qui existe entre eux-mêmes et les personnes trans, les travestis, les transformistes, le milieu transgenre ou le troisième sexe que reconnaissent certaines sociétés.
Par ailleurs dans les sociétés musulmanes où la part de la fille dans l'héritage représente la moitié de celle du garçon, les hermaphrodites, vrais ou pseudo, ont très tôt posé un problème[réf. nécessaire]. En l'absence des données scientifiques dont nous disposons aujourd'hui, les juristes du IXe siècle décidaient du sexe de l'hermaphrodite en examinant l'emplacement de son orifice urinaire[réf. nécessaire].

## Représentations dans la culture populaire

### Photo, cinéma, télévision
- 1862 : Hermaphrodite série de clichés photographiques de Nadar avec l'assistance du docteur Maisonneuve
- 1985 : Mystère Alexina de René Féret avec Philippe Vuillemin, Valérie Stroh
- 1995 : Ring: Kanzenban, téléfilm japonais de Chisui Takigawa avec Ayane Miura (en)
- 1999 : Cowboy Bebop de Shinichiro Watanabe. Épisodes 12 et 13, Jupiter Jazz, le personnage hermaphrodite de Gren (Grencia Mars Elijah Guo Eckener).
- 2003 : Tiresia de Bertrand Bonello, avec Laurent Lucas, Clara Choveaux, Thiago Teles et Célia Catalifo
- 2004 : L'Infirmerie après les cours de Setona Mizushiro
- 2005 : Dr House, saison 2, épisode 13 : Confusion des genres
- 2007 : XXY de Lucía Puenzo
- 2019 : Fragile[18], série présentée sur Radio-Canada (auteur : Serge Boucher)
- 2023 : Un jour fille de Jean-Claude Monod

### Littérature et bande dessinée
- 1820-1824 : Falthurne personnage du conte fantastique éponyme d'Honoré de Balzac est hermaphrodite, ainsi que Séraphîta, roman du même écrivain, 1834.
- 1869 : Isidore Ducasse, Comte de Lautréamont dédie le chant II - strophe 7[19] des Chants de Maldoror à un personnage hermaphrodite.
- 1972 : Devilman, manga de Gō Nagai, dans lequel Asuka (Satan/Lucifer) est hermaphrodite.
- 1975 : Le Vagabond des Limbes, BD de Christian Godard et Julio Ribera
- 1986 : Terre et Fondation, roman faisant partie du cycle de Fondation d'Isaac Asimov. Les habitants de la planète Solaria sont devenus hermaphrodites.
- 1991 : Ring de Kōji Suzuki, dont le personnage principal est un hermaphrodite.
- 2003 : Middlesex, roman de Jeffrey Eugenides
- 2010 : Annabel (en), roman de Kathleen Winter
- 2014 : Salmacis, roman d'Emmanuelle de Jesus en 2 tomes (tome 1 : L'Élue, tome 2 : L'Âme sœur), l'histoire tourne autour du mythe de Salmacis et d'Hermaphrodite, qui au fil du temps est devenu une malédiction que seul l'amour véritable peut délivrer.
- Tirésias, scénariste Serge Le Tendre, dessinateur et coloriste Christian Rossi (BD)
- 2014 : Le Requiem du roi des roses d'Aya Kanno, manga basé sur le postulat que Richard III était hermaphrodite.
- 2022 : Les Foulards d'Amélie[20] sont un thriller écrit par Lia Nauleau, où la malédiction de Salmacis est largement reprise.

### Chanson
- 1971 : The Fountain of Salmacis, du groupe Genesis
- 2001 : Zwitter de Rammstein, inspirée du mythe d'Hermaphrodite dans l'album Mutter
- 2013 : Annabel d'Alison Goldfrapp, sur l'album Tales of US, inspirée du roman éponyme de Kathleen Winter

### Jeux vidéo
- 2002 : Vivec dans les jeux The Elder Scrolls
- 2010 : Kainé du jeu vidéo NieR